# Hydroglaciologie

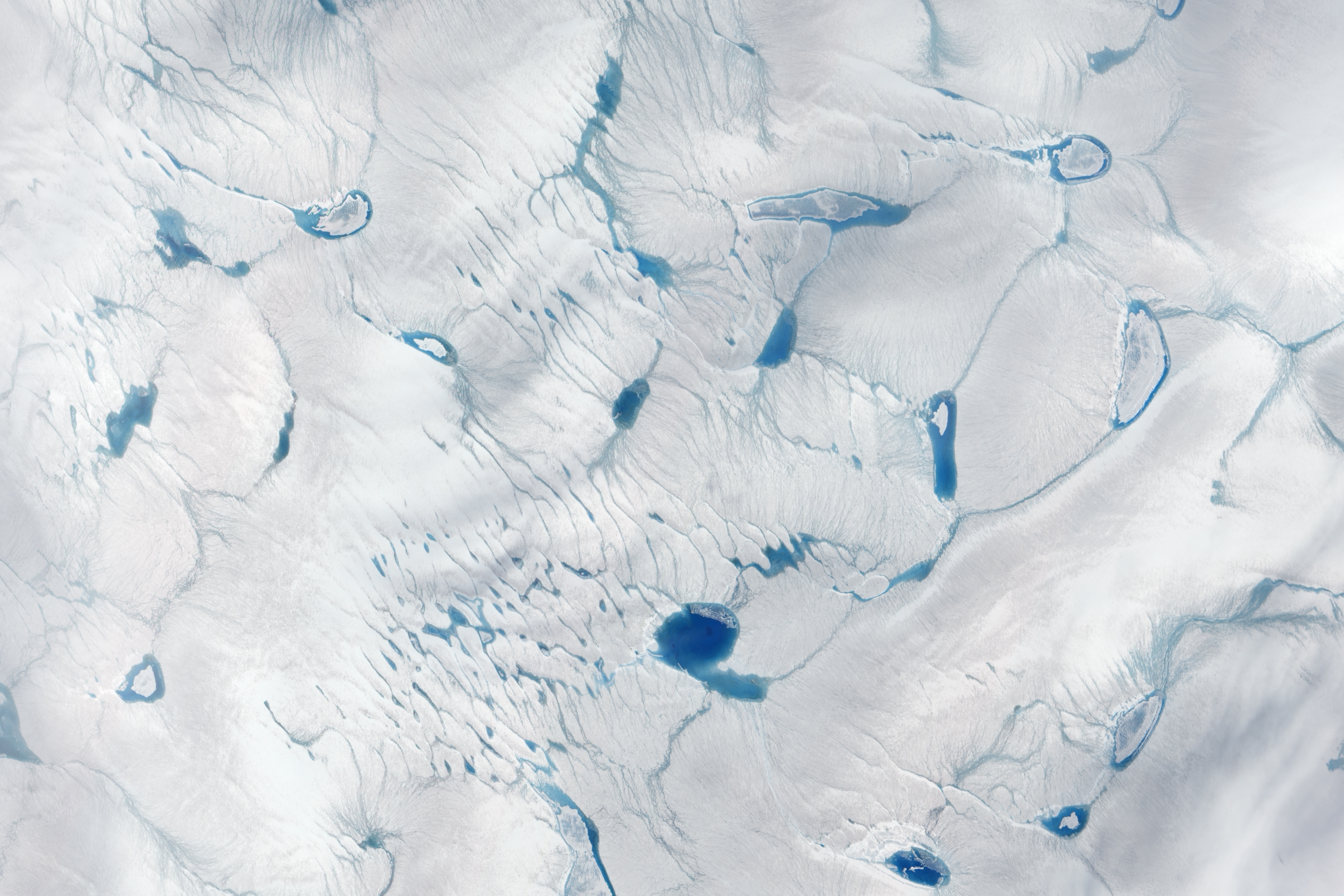
Vue aérienne de la surface de l'inlandsis du Groenland présentant des bédières, des moulins et de petits lacs supraglaciaires alimentant très certainement un réseau hydrographique interne au glacier.

L'hydroglaciologie est la science de l'étude de l'eau liquide dans les glaciers ; c'est une branche de l'hydrologie et de la glaciologie. Cette eau peut être emmagasinée sous la forme de lacs adoptant différentes positions et comportements à l'intérieur ou en périphérie du glacier ou bien être libre et circuler au contact de la glace. Par analogie, un glacier concerné par une présence marquée d'eau liquide peut être assimilé à un réseau karstique.
Tous les glaciers sont concernés par la présence d'eau liquide, qu'il s'agisse de glaciers froids, tempérés ou subpolaires et quelle que soit leur taille, du petit glacier de cirque à l'inlandsis. Les mondes extraterrestres comportant de la glace d'eau peuvent aussi être concernés par l'hydroglaciologie à l'instar d'Encelade.
Cette science est relativement récente et la recherche progresse rapidement depuis quelques années, conséquence notamment des effets du réchauffement climatique sur les glaciers et les risques naturels qui apparaissent ou se développent.